# Jedward
John Paul Henry Daniel Richard Grimes og Edward Peter Anthony Kevin Patrick Grimes (født d. 16. oktober 1991 i Dublin, Irland) er en irsk popgruppe der går under navnet Jedward.
John og Edward er enæggede tvillinger.
De var i 2009 med i det engelske "X-factor", men nåede dog ikke til finalen. da de røg ud i det 7. live show hvor efter de endte i omsang med Olly Murs og blev stemt ud af dommerne Simon Cowell, Cheryl Cole & Dannii Minogue. I 2011 deltog de i Eurovision Song Contest 2011 med nummeret Lip stick, og blev nummer otte.
De har udgivet tre plader, Planet Jedward, Victory og Young Love. de repræsenterede Irland igen i Eurovision Song Contest 2012 med nummeret "Waterline" og blev nummer 19.

## Diskografi
Studio album
- 2010 – Planet Jedward
- 2011 – Victory
- 2012 – Young Love